# Cormatin
Cormatin és un municipi francès, situat al departament de Saona i Loira i a la regió de Borgonya - Franc Comtat. L'any 2007 tenia 513 habitants.

## Demografia

### Població
El 2007 la població de fet de Cormatin era de 513 persones. Hi havia 253 famílies, de les quals 110 eren unipersonals (41 homes vivint sols i 69 dones vivint soles), 86 parelles sense fills, 49 parelles amb fills i 8 famílies monoparentals amb fills.
La població ha evolucionat segons el següent gràfic:
Habitants censats

### Habitatges
El 2007 hi havia 357 habitatges, 260 eren l'habitatge principal de la família, 75 eren segones residències i 22 estaven desocupats. 286 eren cases i 53 eren apartaments. Dels 260 habitatges principals, 176 estaven ocupats pels seus propietaris, 77 estaven llogats i ocupats pels llogaters i 6 estaven cedits a títol gratuït; 17 tenien una cambra, 16 en tenien dues, 42 en tenien tres, 71 en tenien quatre i 113 en tenien cinc o més. 170 habitatges disposaven pel capbaix d'una plaça de pàrquing. A 142 habitatges hi havia un automòbil i a 65 n'hi havia dos o més.

### Piràmide de població
La piràmide de població per edats i sexe el 2009 era:
| Homes | Edats   | Dones |
| ----- | ------- | ----- |
| 0     | 95 o +  | 0     |
| 4     | 90 a 94 | 0     |
| 0     | 85 a 89 | 16    |
| 8     | 80 a 84 | 16    |
| 8     | 75 a 79 | 24    |
| 16    | 70 a 74 | 16    |
| 16    | 65 a 69 | 24    |
| 24    | 60 a 64 | 8     |
| 12    | 55 a 59 | 12    |
| 8     | 50 a 54 | 20    |
| 12    | 45 a 49 | 20    |
| 12    | 40 a 44 | 4     |
| 4     | 35 a 39 | 8     |
| 16    | 30 a 34 | 8     |
| 24    | 25 a 29 | 12    |
| 4     | 20 a 24 | 20    |
| 12    | 15 a 19 | 8     |
| 4     | 10 a 14 | 4     |
| 20    | 5 a 9   | 12    |
| 16    | 0 a 4   | 12    |

## Economia
El 2007 la població en edat de treballar era de 280 persones, 209 eren actives i 71 eren inactives. De les 209 persones actives 186 estaven ocupades (110 homes i 76 dones) i 22 estaven aturades (3 homes i 19 dones). De les 71 persones inactives 25 estaven jubilades, 18 estaven estudiant i 28 estaven classificades com a «altres inactius».

### Ingressos
El 2009 a Cormatin hi havia 249 unitats fiscals que integraven 476,5 persones, la mediana anual d'ingressos fiscals per persona era de 17.025 €.

### Activitats econòmiques
Dels 40 establiments que hi havia el 2007, 2 eren d'empreses alimentàries, 3 d'empreses de fabricació d'altres productes industrials, 1 d'una empresa de construcció, 10 d'empreses de comerç i reparació d'automòbils, 3 d'empreses de transport, 6 d'empreses d'hostatgeria i restauració, 1 d'una empresa d'informació i comunicació, 2 d'empreses immobiliàries, 3 d'empreses de serveis, 6 d'entitats de l'administració pública i 3 d'empreses classificades com a «altres activitats de serveis».
Dels 8 establiments de servei als particulars que hi havia el 2009, 1 era una oficina de correu, 1 fusteria, 1 perruqueria, 4 restaurants i 1 agència immobiliària.
Dels 3 establiments comercials que hi havia el 2009, 1 era una botiga de més de 120 m² i 2 fleques.
L'any 2000 a Cormatin hi havia 8 explotacions agrícoles.

## Equipaments sanitaris i escolars
L'únic equipament sanitari que hi havia el 2009 era una farmàcia.
El 2009 hi havia una escola elemental integrada dins d'un grup escolar amb les comunes properes formant una escola dispersa.

## Poblacions més properes
El següent diagrama mostra les poblacions més properes.